# Taula, Bacău
Taula este un sat în comuna Oncești din județul Bacău, Moldova, România.